# Rotem Zisman-Cohen
Rotem Zisman-Cohen (parfois écrit Suessmann-Cohen, en hébreu : רותם זיסמן-כהן), née le 2 août 1982 à Zikhron Yaakov, est une actrice israélienne.

## Ses premières années

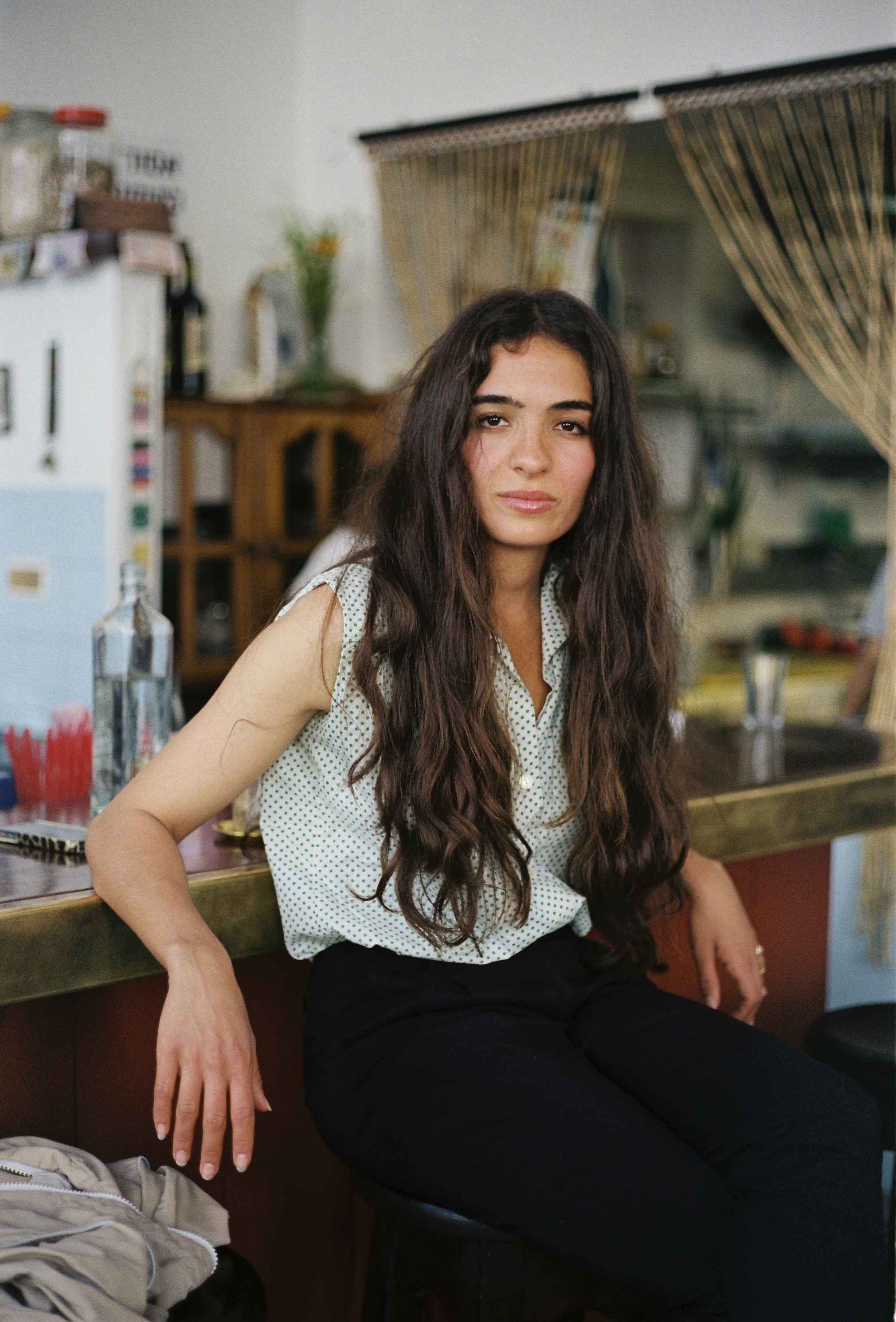
Rotem Zisman-Cohen.

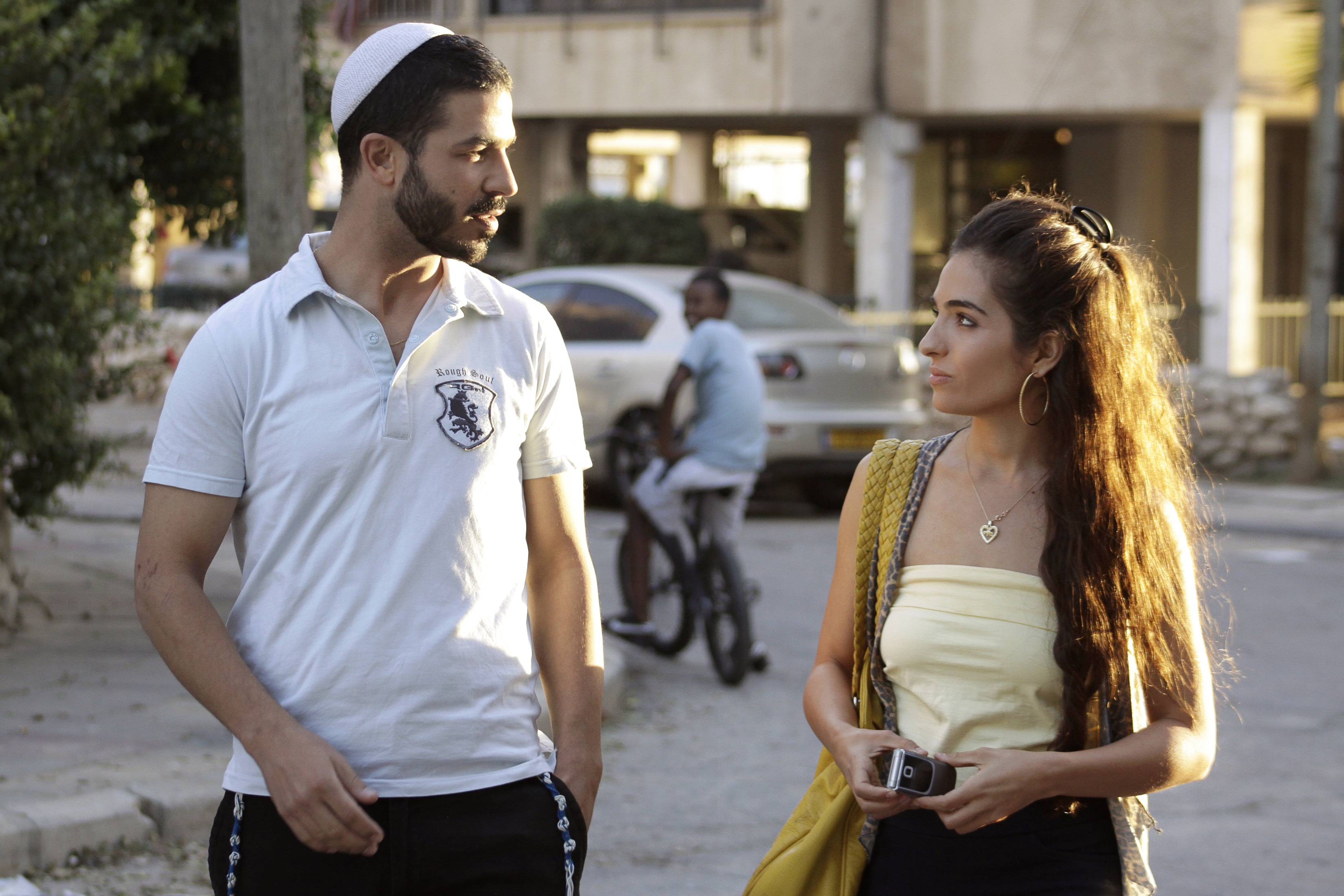
Rotem Zisman-Cohen and Roy Asaf, Les Voisins de Dieu, 2012.

Rotem Zisman-Cohen, deuxième enfant d'une fratrie de quatre, naît d'un père dont les parents étaient Juifs originaires de Roumanie et Pologne, et d'une mère juive tunisienne. Elle passe son enfance dans la ville de Migdal HaEmek, dans l'Israël profond, et à 15 ans retourne avec sa famille dans sa localité natale de Zichron Yaacov. Depuis l'âge de quatre ans, elle prend des leçons de ballet, puis de danse moderne et de jazz. Active dans le cercle de théâtre de l'école, elle exerce souvent son talent dans la mise en scène des spectacles.
Elle étudie à l'école régionale de Maagan Mikhaël, section drame et cinéma. Puis elle étudie au Studio d'arts dramatiques de Yoram Levinstein, qui se trouve juste au milieu du quartier populaire Hatikva de Tel Aviv.
Ensuite Rotem Zisman-Cohen est cooptée au cercle des jeunes talents du Théâtre national Habima de Tel Aviv.

## Carrière artistique
Depuis, elle est devenue une actrice bien connue par ses performances au théâtre, mais surtout grâce à ses rôles dans plus d'une vingtaine de films et séries de TV et films de cinéma.
On peut, parmi d'autres, mentionner la série Hatzolelet (Le Sous-marin) (2012) de Gal Guinossar, ou elle a joué aux côtés de son mari Maurice Cohen, ou la série Chvita (Grève), le court-métrage Gan Eden avoud (Le Paradis perdu) (coproduction Israël-France) (2009) de Mikhal Brezis et Oded Bennon, dans lequel avait joué aussi son mari, Maurice Cohen.
D'autres rôles remarqués de Rotem Zisman-Cohen ont été celui d'une gardienne dans Imprisoned (de Yasmin Schryer) (2012) au côté de Hadas Calderon, et Tehila dans Hakokhavim chel Shlomi (Bonjour Monsieur Shlomi)(2003) de Shemi Zarhin, au côté de Oshri Cohen.
Rotem Zisman-Cohen joue ensuite un rôle principal dans le film Mashgikhim(Les Voisins de Dieu), coproduction israélo-française réalisée par Meni Yaïsh) (2012) et qui décrit une bande de jeunes de Bat Yam, religieux proche du hassidisme de Rabbi Nahman de Bratslav, film qui remporte au Festival de Cannes le prix SACD de la semaine de la critique.
On a retenu son jeu dans Barakia hakhamishi (Cinquième Ciel – 2011) de Dina Tzvi Riklis, aux côtés de Yehezkel Lasaroff  - et dont l'action était placée dans un orphelinat de Palestine en 1944.
Elle joue aussi dans  Akhoti hayaffa (Ma jolie sœur) (2011), de Marco Carmel, dont l'intrigue, centrée sur la haine entre deux sœurs, s'inspire d'un conte juif du Maroc, et dans Bein Hashmashot (Dusk - 2010), réalisé par Alon Zingman) et Habodedim(Les Solitaires 2009) de Renen Schorr.
Rotem Zisman-Cohen est mariée avec l'acteur Maurice Cohen.
Elle est sélectionnée au prix Ophir du meilleur second rôle en 2011 pour son rôle de Barakia hahamishi et a reçu des mentions d'honneur à des festivals de cinéma. En 2012, elle apparaît dans le court-métrage de Juliette Soubrier, Le miracle.
Elle joue dans le dernier film de Shemi Zarhin, De douces paroles (Milim tovot, 2015), sorti sur les écrans en France en mai 2016.